# Ольшевський Олександр Васильович

Олександр Васильович Ольшевський (16 листопада 1920, Кара-Беллик, Єнісейська губернія — 20 вересня 1973, Керч, Кримська область) — радянський військовий. Учасник Великої Вітчизняної війни. Герой Радянського Союзу (1945). Лейтенант гвардії.

## Біографія
Олександр Васильович Ольшевський народився 16 листопада 1920 року в селі Кара-Беллик, Мінусинського округа, Єнісейської губернії (нині — селище в Краснотуранському районі Красноярського краю) в сільській родині Василя Романовича та Анастасії Іванівни Ольшевських. Росіянин. На початку 30-х років сім'я Ольшевських переїхала до села Усть-Сида (нині затоплене Красноярським водосховищем). Тут Олександр Ольшевський закінчив семирічну школу. Потім його відправили на курси трактористів. Перед призовом до Червоної Армії Олександр Васильович працював трактористом на колгоспі «Єнисей».
До Робітничо-селянської Червоної Армії О. В. Ольшевського було призвано Краснотуранським райвійськкоматом у 1940 році. В армії Олександр Васильович засвоїв спеціальність механіка-водія танка. На початку Великої Вітчизняної війни військову частину, в якій служив Олександр Ольшевський, було перекинуто під Москву. У бою з німецько-фашистськими загарбниками старшина О. В. Ольшевський брав участь із 4 листопада 1941 року. Бойове хрещення отримав у Битві за Москву на Західному фронті. 18 листопада 1941 року танк Ольшевського було поранено в районі роз'їзду Дубосеково. Пораненого та обпаленого танкіста евакуювали до шпиталю. Вилікуваного Олександра Васильовича було направлено до Саратовського танкового училища. З квітня 1942 року молодший лейтенант О. В. Ольшевський на Калінінському фронті. Під час Першої Ржевсько-Сичовської операції 19 серпня 1942 року Олександра Васильовича було важко контужено. Довго лікувався у шпиталі. На фронт було повернено 14 січня 1945 року. Молодшого лейтенанта О. В. Ольшевського призначили командиром самохідної артилерійської установки 1455-го самохідного артилерійського полку 9-го танкового корпуса 2-ої гвардійської танкової армії 1-го Білоруського фронту. У його складі Олександр Васильович брав участь у Вісло-Одерській і Східно-Померанській операціях, Битві за Берлін, визволенні міст Радом, Лодзь, Каліш, Познань, Кутно, Томашів, Гостинін, Ленчиця, штурмі німецьких міст Цюлліхау, Альтдамм, Берлін.
Гвардії молодший лейтенант О. В. Ольшевський особливо відзначився в ході Варшавсько-Познанської фронтової операції — складової частини Вісло-Одерської стратегічної операції. 22 січня 1945 року при відбитті німецького контрудару в районі міста Опатувек екіпаж САУ О. В. Ольшевського вступив до бою з вищими силами супротивника, знищивши 1 танк «Тигр», 2 танки «Т-4», 1 самохідну артилерійську установку «Фердинанд», 1 протитанкову зброю, а також до 150 солдатів й офіцерів вермахту. Надалі вмілими діями екіпаж Ольшевського забезпечив стрімке просування танкової бригади до Одера.
24 березня 1945 року указом Президії Верховної Ради СРСР гвардії молодшому лейтенанту Олександру Васильовичу Ольшевському було надано звання Героя Радянського Союзу.
Війну Олександр Васильович закінчив у Берліні 3 травня 1945 року. На рахунку екіпажа Ольшевського було 14 знищених ворожих танків і САУ. Після перемоги О. В. Ольшевський продовжив службу в 9-му танковому корпусі, який у липні 1945 року було перейменовано в 9-у танкову дивізію у складі Групи радянських військ у Німеччині. 1946 року Олександр Васильович звільнився до запасу у званні лейтенанта. Повернувся до рідних місць і деякий час жив у Краснотуранському районі. Потім поїхав до Криму, жив у місті-герої Керч, Кримської області, Української РСР. Працював диспетчером поромної переправи Крим-Кавказ. 20 вересня 1973 року Олександр Васильович помер. Похований у Керчі.

## Нагороди
- Медаль «Золота Зірка» (24.03.1945);
- Орден Леніна (24.03.1945);
- Орден Вітчизняної війни 2 ступеню (14.05.1945);
- враховуючи медалі:
  - Медаль «За оборону Москви»;
  - Медаль «За взяття Берліна».

## Пам'ять
- Ім'ям Героя Радянського Союзу О. В. Ольшевського названо вулиці в селах Краснотуранську та Кара-Беллик, Красноярського краю, Російської Федерації.

## Документи
- Общедоступный электронный банк документов «Подвиг Народа в Великой Отечественной войне 1941—1945 гг.». Архів оригіналу за 13 березня 2012. Процитовано 4 квітня 2012.

Герой Советского Союза. Архів оригіналу за 3 червня 2013. Процитовано 3 червня 2013.
Орден Отечественной войны 2-й степени. Архів оригіналу за 3 червня 2013. Процитовано 3 червня 2013.